# Naftali Hertz Imber
Naftali Hertz Imber (1856-1909) est un poète juif écrivant en hébreu, originaire de Galicie, alors dans l'Empire austro-hongrois.
Il est l'un des premiers poètes de la période du renouveau national juif. Il est le compositeur de la Hatikvah, qui deviendra l'hymne national de l'État d'Israël.
Hertz Imber naît à Zloczow (maintenant Zolotchiv, en Ukraine) en Galicie en 1856. Il s'avère être assez marginal dans sa manière de vivre. Il visite de nombreux pays et se rend plusieurs fois dans la région de Palestine. Durant ses périples, il rencontre en 1882 Laurence Oliphant, "Juste parmi les Nations", chercheur britannique spécialiste de la Terre d'Israël et fervent adepte de la cause sioniste, qu'il accompagne comme secrétaire particulier durant ses voyages. Imber s'installe pour cinq ans durant, dans le village druze de Daliat el Karmel, jusqu'en 1887.
Après la disparition de Oliphant, Imber retourne à ses pérégrinations. À Londres, il se prend d'amitié pour Israel Zangwill. En 1892, il émigre aux États-Unis où il meurt en 1909. Ses poèmes sont recueillis dans diverses éditions. Son corps a été ramené à Jérusalem, en avril 1953, et enterré  dans le cimetière du mont des Répits.